# Кримска астрофизичка опсерваторија
Кримска астрофизичка опсерваторија се налази у Русији. КрАО издаје Билтен кримске астрофизичке опсерваторије од 1947. а на енглеском језику од 1977. године. Постројења опсерваторије се налазе у близини насеља Научниј од средине педесетих година; прије тога, налазила се јужније, у близини Симеиза. Нека постројења се још користе, па се називају Кримска астрофизичка опсерваторија-Симеиз. 
| Откривени астероиди: 1285 | Откривени астероиди: 1285 |
| ------------------------- | ------------------------- |
| 2094 Magnitka             | 12 октобар 1971           |
| 2163 Korczak              | 16. септембар 1971        |
| 2170 Byelorussia          | 16. септембар 1971        |
| 2406 Orelskaya            | 20. август 1966           |
| 4426 Roerich              | 15. октобар 1969          |
| 2698 Azerbajdzhan         | 11. октобар 1971          |
| 2949 Kaverznev            | 9. август 1970            |
| 4004 List'ev              | 16. септембар 1971        |
| 4466 Abai                 | 23. септембар 1971        |
| 4916 Brumberg             | 10. август 1970           |
| 4917 Yurilvovia           | 28. септембар 1973        |
| 5706 Finkelstein          | 23. септембар 1971        |
| 18284 Tsereteli           | 10. август 1970           |